# Marc Benz
Marc Benz (ur. 15 listopada 1982 roku w Altstätten) – szwajcarski kierowca wyścigowy.

## Kariera
Benz rozpoczął karierę w wyścigach samochodowych w 1999 roku od startów w Europejskiej Formule Ford oraz Niemieckiej Formule Ford 1800. Jedynie w edycji niemieckiej był klasyfikowany. Z dorobkiem 24 punktów uplasował się tam na czternastej pozycji w klasyfikacji generalnej. Rok później w tej samej serii był już mistrzem. W późniejszych latach pojawiał się także w stawce Festiwalu Formuły Ford, Francuskiej Formuły Ford, Niemieckiej Formuły Renault, Europejskiego Pucharu Formuły Renault 2000, Masters of Formula 3, Niemieckiej Formuły 3, Europejskiego Pucharu Formuły Renault V6, Niemieckiego Pucharu Porsche Carrera, Mégane Trophy Eurocup, Porsche Supercup oraz 24H Series Toyo Tires.